# Амфітр
Амфітр (дав.-гр. Αμφιτρες) — організатор змови проти Леодаманта, останнього царя давньогрецького міста Мілет.
Заколотники вбили Леодаманта, коли той прямував до храму Аполлона, аби гекатомбою відзначити перемогу мілетців над Каристом, і захопили владу у місті. За твердженням Миколи Дамаського Амфітр спирався на групу прихильників, яку він йменує «партією» (дав.-гр. στασιωτώι) — тобто на своїх родичів і клієнтів. При цьому Амфітр навіть не намагався проголосити себе царем, джерела порівнюють його з пізнішимі тиранами, і це може свідчити, що організатор заколоту просто не мав підстав для претензій на царський титул, і швидше за все навіть не належав до царського роду Нелеїдів. Натомість родичі і прихильники Леодаманта знайшли прихисток в сусідньому Ассесі. Не без підстав остерігаючись спроб реставрації, Амфітр взяв Ассес в облогу. Проте на допомогу оборонцям прийшли фригійці. Амфітр зазнав поразки і був вбитий синами Леодаманта. Проте громадянська війна настільки налякала мілетців, що царська влада в місті взагалі була скасована.
Деякі дослідники вважають, що Амфітром джерела іменують дядька Леодаманта Фітрета, що за кілька років до заколоту поступився йому владою, однак ця версія базується лише на відносній співзвучності імен.